# Nestor Schor
Nestor Schor (São Paulo, 9 de dezembro de 1946 — 3 de fevereiro de 2018) foi um médico, pesquisador e professor universitário brasileiro.
Comendador da Ordem Nacional do Mérito Científico, membro titular da Academia Brasileira de Ciências e da Academia Nacional de Medicina, Nestor foi professor titular e livre-docente da Universidade Federal de São Paulo (Unifesp). Sua pesquisa estava voltada para a hemodinâmica glomerular e microcirculação renal, fisiopatologia renal, insuficiência renal aguda, litíase renal, nefrotoxicidade, infecção urinária, produtos naturais, biologia celular e molecular de células mesangiais glomerulares e células-tronco e rim.

## Biografia
Nestor nasceu na capital paulista, em 1946. Era filho de Hirsch Schor, médico romeno e de Tuba Laser Schor, ambos radicados no Brasil. Ingressou no curso de medicina da Escola Paulista de Medicina (EPM) da Universidade Federal de São Paulo, onde se formou em 1972. Fez residência médica em nefrologia entre 1974 e 1975, defendendo o doutorado em nefrologia em 1977, também pela Unifesp.

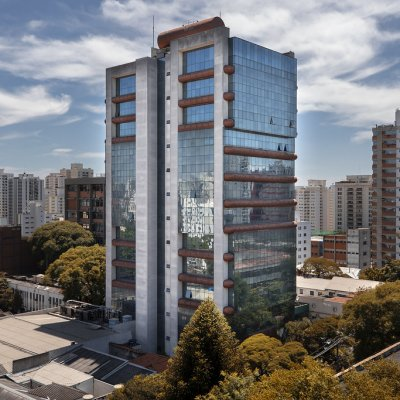
Edifício de Pesquisa II - Nestor Schor

Em 1978 realizaria estágio de pós-doutorado pela Escola de Medicina Harvard e em 1993 pela Universidade de Cornell. Em 1989 tornou-se livre-docente pela Unifesp e três anos depois tornou-se professor titular no departamento de medicina da Unifesp, onde ministrou disciplinas como Rim e Hormônios, Litíase Renal, Fisiologia e Fisiopatologia e Infecção do Trato Urinário.
Foi pioneiro ao implantar no país um laboratório voltado para o estudo da hemodinâmica glomerular e microcirculação renal em modelos experimentais de insuficiência renal aguda e crônica, de nefrotoxicidade, na síndrome hépato-renal, na gravidez e etc. No começo da década de 1990 criou o Laboratório de Biologia Celular, voltada para o estudo destes mecanismos fisiopatológicos nas células renais, agora em cultura, especialmente na célula mesangial. Desenvolveu também o primeiro serviço voltado a estudar o metabolismo envolvido na formação de litíase renal tanto em adultos como em crianças.
Foi Chefe do Departamento de Medicina (1996-99) e Chefe da disciplina de Nefrologia (1999-2000). Foi Pró-Reitor de Pós-Graduação e Pesquisa da Unifesp (2002-2008). Desenvolveu diversos projetos de pesquisa, incluindo fisiopatologia renal, litíase urinária, biologia celular e células-tronco em nefrologia e foi presidente da Fundação Oswaldo Ramos/Hospital do Rim e Hipertensão (2004-2006).

## Morte
Nestor morreu em 3 de fevereiro de 2018, na cidade de São Paulo, aos 71 anos.

## Homenagem
Em 14 de dezembro de 2019, o Edifício de Pesquisa II do campus da capital da Universidade Federal de São Paulo passou a se chamar Edifício de Pesquisa Profº Dr. Nestor Schor.